# 若菜通
若菜通（わかなどおり）は兵庫県神戸市中央区の町名の一つで、区の中央部から東部にかけて、生田川左岸に位置する住宅・商業地域である。一～六丁目がある。

## 地理
生田川の東にあり、南部を北東－南西方向に阪急神戸本線とJR東海道本線とが並走している。領域は線路に沿って東西に長く、東から順に一～六丁目に分かれており、一～三丁目の街区は高架下と駅のみである。一丁目に阪急春日野道駅、五丁目に市立二宮保育所、六丁目に生田川公園がある。用途地域としては全域が近隣商業地域となっている。
東は割塚通と、南は東雲通と、西は生田川を挟んで二宮町と、北は国香通とそれぞれ隣接している。

### 河川
- 生田川
- 狐川

## 歴史

### 町名の由来
町名は字名から。更にその由来は平安時代に遡り、『摂津名所図会』によれば中尾村民が生田の浦から若菜を採って正月の七草として朝廷に献じたことから生田の若菜といったのだという。『古老随想』によると朝廷への若菜の献上は延喜11年（911年）醍醐天皇の時から行われてきたということである。源平合戦（治承・寿永の乱）で一旦は途絶えたものの、文明年間（1469年～1487年）に蓮如が再興したという。
寛延2年（1749年）に熊内村の庄屋が写した摂津国菟原郡葺屋荘見取略図に「生田の若菜の里」という地名が見える。

### 領域の変遷
若菜通は明治36年（1903年）に神戸市葺合町の一部から成立した。
当初は神戸市の町名で、「葺合」を冠して葺合若菜通（ふきあいわかなどおり）という名前だった。
初めは二～七丁目までがあった。
大正5年（1916年）に葺合町の一部を編入して一丁目を新設、葺合若菜通一～七丁目となった。
区制施行した昭和6年（1931年）からは神戸市葺合区の町名となり、この時に冠称の「葺合」を取って現在の町名である若菜通となった。
昭和20年（1945年）、若菜通の一部が国香通一～七丁目となった。昭和48年（1978年）には現行の若菜通一～六丁目になっている。
そして葺合区が生田区と合併した昭和55年（1980年）からは神戸市中央区の町名となっている。

### 施設の変遷
町名の成立した明治36年（1903年）、幅7.3mの南北道路が完成し「春日野道」と名付けられた。この春日野道一帯は一時、東新開地と呼ばれて賑わいを見せた。
明治43年（1910年）、若菜尋常小学校・私立夜学校が開校。大正2年（1913年）、夜学校は市立へ移管され、大正15年に廃止された。
昭和11年（1936年）、阪神急行電鉄（後の阪急電鉄）が高架で三宮に乗り入れし、東端に春日野道駅が開設された。

## 統計
- 平成22年（2010年）の世帯数256・人口466（一丁目除く）[1]。
- 昭和60年（1985年）の世帯数276・人口664[2]。
- 昭和35年（1960年）の世帯数327・人口1,264[4]。
- 大正9年（1920年）の世帯数573・人口2,329[4]。